# Roberto Cláudio Frota Bezerra
Roberto Cláudio Frota Bezerra (Fortaleza, 23 de julho de 1946 - Fortaleza, 13 de janeiro de 2023), foi um engenheiro agrônomo, pesquisador, professor e reitor universitário.

## Biografia
O Prof. Roberto é filho do também professor Prisco Bezerra e de Otacila Frota Bezerra, e pai do prefeito de Fortaleza, Roberto Cláudio. Ex-Reitor da Universidade Federal do Ceará com dois mandatos consecutivos (1995 a 1999 e de 1999 a 2003).
Graduou-se em Agronomia na UFC, em 1965. É especialista e mestre em Estatística pela Universidade de São Paulo - USP. Após uma temporada nos EUA, retornou ao Ceará e assumiu os cargos de assessor de planejamento da Pró-Reitoria de Pesquisa e Pós-Graduação, pró-reitor adjunto de assuntos estudantis, pró-reitor de planejamento, assessor para programas especiais do MEC e consultor em alguns projetos do Banco Mundial e do BID.
Na Associação Nacional dos Dirigentes das Instituições Federais de Ensino Superior (ANDIFES), participou de vários grupos de trabalho e da comissão de orçamento da entidade. Ingressou no quadro de docentes da UFC, através de concurso público, em 1970. É professor adjunto do Departamento de Estatística da UFC.
De março de 1998 até janeiro de 2023, foi membro do Conselho Nacional de Educação, onde no início do mandato foi eleito vice-presidente da Câmara de Educação Superior. Publicou vários artigos em revistas e jornais e têm apresentado palestras, no Brasil e no exterior, sobre a temática da educação superior.

## Morte
Morreu no dia 14 de janeiro de 2023 aos 75 anos.

## Homenagens
- Troféu Sereia de Ouro - Grupo Edson Queiroz / 2002.[17]
- Medalha do Mérito Industrial - FIEC / 2003.[18]
- Prêmio Anísio Teixeira - CAPES / 2016. [19]
- Medalha Paulo Freire - CMF / 2016. [20]